# Rhönkaninchen

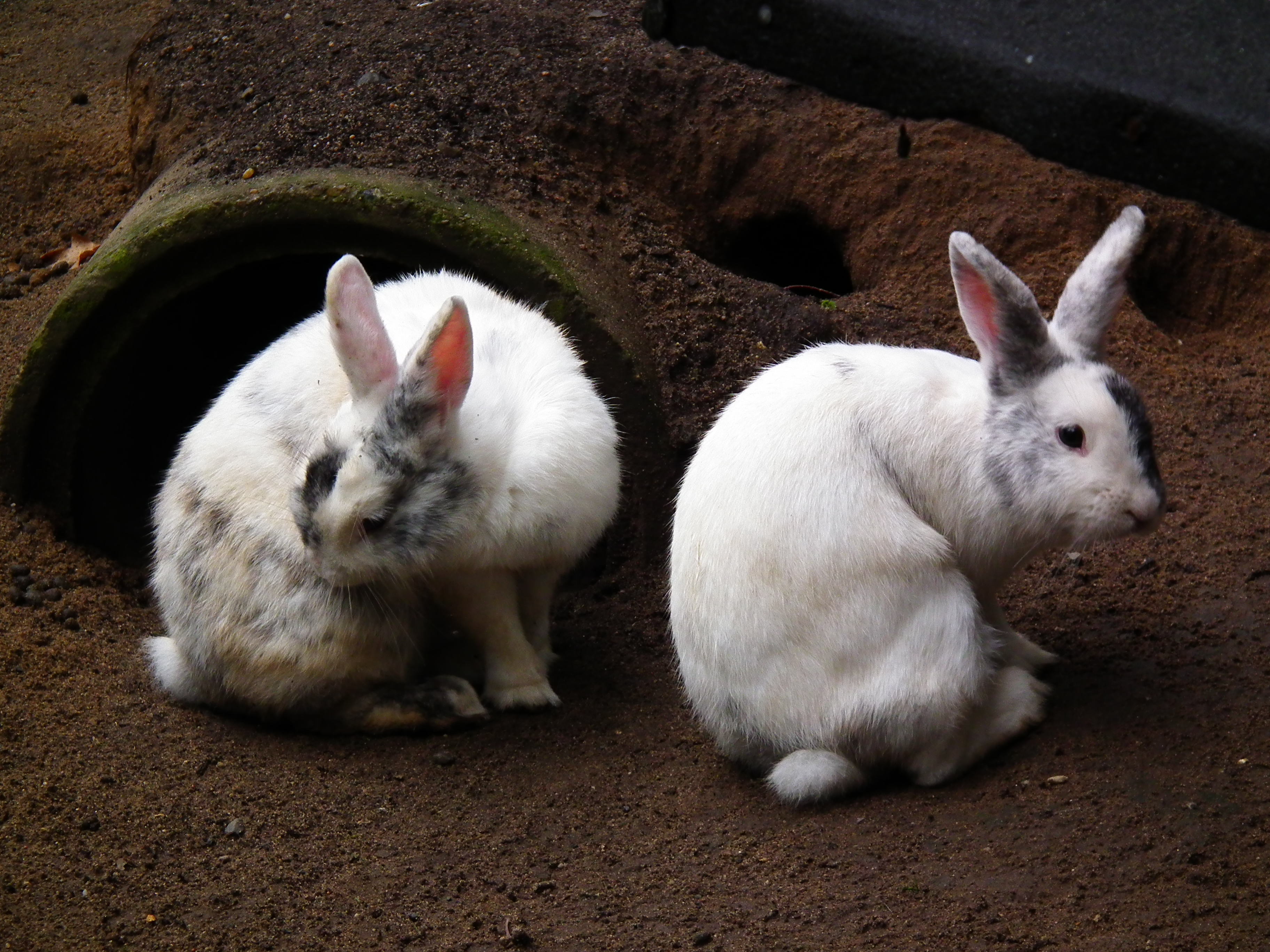
Rhönkaninchen

Das Rhönkaninchen ist eine kleine Kaninchenrasse (Idealgewicht 2,8 bis 3,2 kg) mit unregelmäßig grau-weiß/weiß geschecktem Fell. In der Rasseneinteilung des Zentralverbands Deutscher Rasse-Kaninchenzüchter ist es der Abteilung III (Kleine Rassen mit Gewicht bis 3,3 kg) zugeordnet.

## Aussehen
Das Zuchtziel beschreibt, dass die Verteilung der Farbflecken unregelmäßig ist, die Farbverteilung soll der eines Birkenstammes gleichen; als vorherrschende Grundfarbe ist weiß anzusehen. Genetisch handelt es sich beim Rhönkaninchen um die Kombination der Japanerzeichnung mit dem Chinchillafaktor. Da der Chinchillafaktor als Allel der Albinoserie die Bildung des gelben Pigments im Fell verhindert, sind die beim Japanerkaninchen gelben Fellpartien beim Rhönkaninchen weiß. Darüber hinaus unterscheidet sich das Rhönkaninchen durch die ungleichmäßige Farbverteilung vom größeren Japaner, bei dem regelmäßige, größere Farbfelder gefordert werden.
Die Erbformel des Rhönkaninchens lautet:
achbjCDG(g) (Deutsche Symbolik) bzw. A(a)Bcchi2Dej (Englische Symbolik).
Ob die Verdrängung des Wildfarbigkeitsfaktors in der Rasse vollständig gelungen ist, ist, ähnlich wie beim Japaner, unklar.
Der Name der Rasse leitet sich von ihrem Herkunftsgebiet, der thüringischen Rhön ab.

## Geschichte
Rhönkaninchen wurden 1970 bis 1973 durch Karl Becker und dessen Sohn aus Stadtlengsfeld gezüchtet. Ziel war ein Kaninchen, dessen Fellfarbe den Stämmen der Birken in der Rhön gleichen sollte. Zur Herauszüchtung der Rasse wurden japanerfarbige Tiere aus Würfen der Rheinischen Schecke mit Kleinchinchillakaninchen gekreuzt, wodurch relativ schnell Tiere mit der gewünschten Farbverteilung erhalten wurden. Später kreuzte Becker noch Alaskakaninchen ein, um den Wildfarbigkeitsfaktor zu verdrängen und die schwarze Farbe der Abzeichen reiner zu erhalten.
Bereits 1973 konnte die neue Rasse auf der DDR-Siegerausstellung in Markkleeberg gezeigt werden. 1981 erfolgte die Anerkennung als Rasse in der DDR; im gleichen Jahr wurden Rhönkaninchen auch in der Bundesrepublik gezeigt, wo sie 1986 zur Anerkennung kamen.
Heute sind Rhönkaninchen regelmäßig auf Ausstellungen zu sehen.
2012 wurde das Rhönkaninchen in Deutschland zur Kaninchenrasse des Jahres gewählt.

## Ähnliche Rassen
Das Japanerkaninchen ist größer (3,75 bis 4,25 kg) und hat eine schwarz-gelbe, regelmäßige Zeichnung. Die unregelmäßige Farbverteilung, wie sie das Rhönkaninchen heute zeigt, war früher auch beim Japaner zugelassen.
In England, den USA und den Niederlanden existiert das Elsterkaninchen („Magpie“ bzw. „Eksterkonijn“). Es hat zwar die gleiche Erbformel wie das Rhönkaninchen, ist aber größer (in den Niederlanden Idealgewicht 3,5 bis 3,9 kg) und zeigt die beim Japaner geforderte regelmäßige Verteilung der Farbfelder.